# Hrabstwo Denton

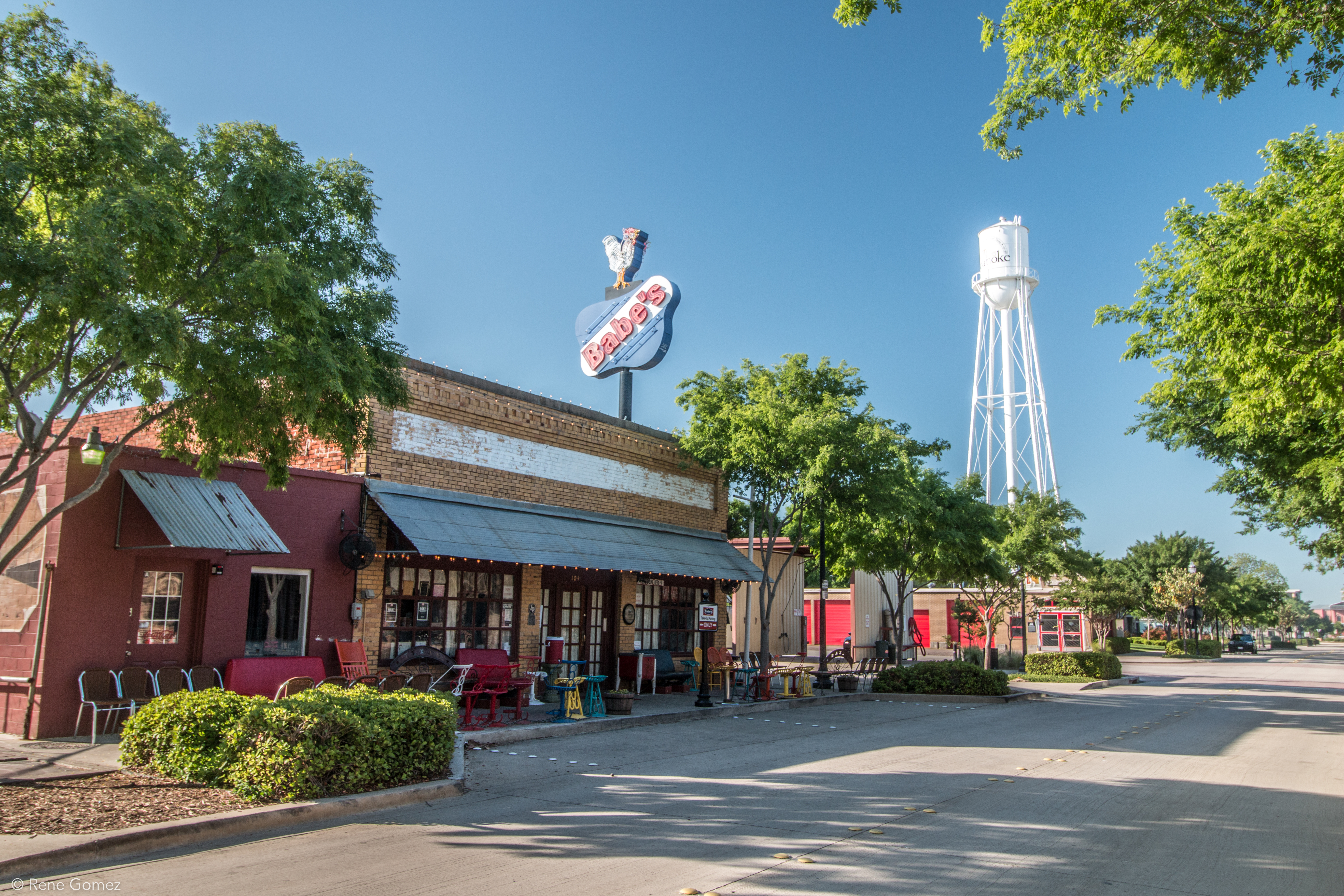
Historyczna dzielnica w Roanoke

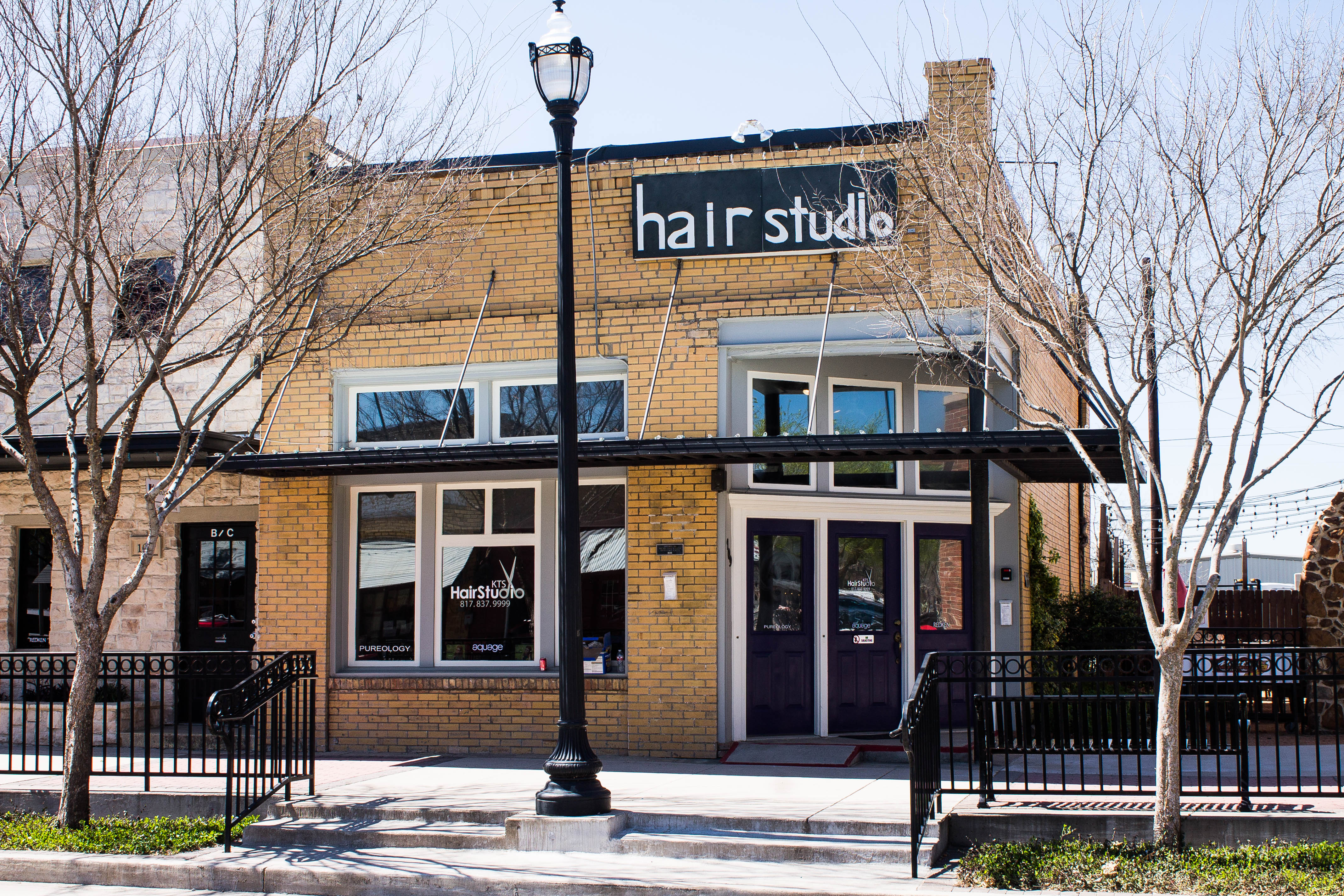
Zabytkowy budynek dawnego banku w Roanoke

Hrabstwo Denton – hrabstwo położone w USA, w północno–środkowym Teksasie. Utworzone w 1846 r. Siedzibą hrabstwa jest miasto Denton. Jest północnym obszarem w metropolii Dallas–Fort Worth. W 2023 roku przekroczyło liczbę 1 miliona mieszkańców. Posiada dużą populację migrantów, z 16,8% osób urodzonymi poza granicami Stanów Zjednoczonych. 

## Geografia
Hrabstwo ma łączną powierzchnię 2468 km², z czego 2275 km² to ląd, a 193 km² (7,8%) zajmują wody. Największym zbiornikiem wodnym jest Lewisville Lake (119,8 km²) – jezioro powstało w 1954 roku, gdy zbiornik Garza-Little Elm został połączony z jeziorem Dallas. Na północy znajduje się park stanowy jeziora Raya Robertsa (15,3 km²), który jest najczęściej odwiedzanym parkiem stanowym w stanie Teksas. Na południu hrabstwo obejmuje część jeziora Grapevine.

### Sąsiednie hrabstwa
- Hrabstwo Cooke (północ)
- Hrabstwo Grayson (północny wschód)
- Hrabstwo Collin (wschód)
- Hrabstwo Dallas (południowy wschód)
- Hrabstwo Tarrant (południe)
- Hrabstwo Wise (zachód)

### Miasta
| CDP | Miasta | Miasta | Miasta | Miasta |
| --- | --- | --- | --- | --- |
| - Lantana - Paloma Creek - Paloma Creek South - Savannah - Argyle - Aubrey - Bartonville - Copper Canyon | - Carrollton (skrawek) - Corinth - Cross Roads - Dallas (skrawek) - Dish - Double Oak - Denton (158,3 tys. w 2023) - Draper - Flower Mound (79,4 tys.) | - Fort Worth (skrawek) - Frisco (część) - Hackberry - Haslet - Hebron - Hickory Creek - Highland Village - Justyn - Krugerville | - Krum - Lake Dallas - Lakewood Village - Lewisville (133,6 tys.) - Lincoln Park - Little Elm - Northlake - Oak Point - Ponder | - Providence Village - Pilot Point - Roanoke - Sanger - Shady Shores - The Colony (45,5 tys.) - Trophy Club - Westlake (część) |

## Gospodarka
Na początku XXI wieku ważnymi elementami lokalnej gospodarki były elektronika i inne lekkie gałęzie przemysłu, hodowla koni oraz produkcja ciężarówek i rakiet; wielu mieszkańców hrabstwa dojeżdżało do pracy w Dallas. 
Jest to jeden z bogatszych regionów w Teksasie, gdzie średni dochód gospodarstwa domowego (dane z 2023) wynosi 108 185 dolarów, zaś dochód na mieszkańca 52 909 dolarów. 6,1% mieszkańców żyje poniżej relatywnej granicy ubóstwa. Do głównych sektorów zatrudnienia mieszkańców, należą: handel detaliczny (55,6 tys. osób), opieka zdrowotna i pomoc społeczna (55,4 tys. osób), usługi profesjonalne, naukowe i techniczne (53,4 tys. osób), usługi edukacyjne (49,4 tys.), finanse i ubezpieczenia (43,6 tys.), oraz produkcja (41,4 tys. osób).
Według Departamentu Rolnictwa USA hrabstwo Denton jest domem dla drugiej co do wielkości liczby koni i kucyków w regionie, zaraz za hrabstwem Parker. Według danych z 2022 roku hrabstwo wygenerowało 135,5 mln dolarów zysku z rolnictwa. 47% areału gospodarstw stanowią pastwiska, 43% uprawy, oraz 4% to obszary leśne. Uprawy obejmują: owoce, drzewka świąteczne, szkółkarstwo lub darń, produkcję siana, pszenicę, sorgo i bawełnę. Znaczące hodowle drobiu (17. miejsce w stanie), owiec, kóz, trzody chlewnej i bydła. Hrabstwo zajmuje 28. miejsce w stanie pod względem zysków z akwakultury. 
Henrietta Creek Apple Orchard jest jednym z większych sadów w Teksasie, znajduje się w Roanoke i ma ponad 500 drzewek hybrydowych jabłoni karłowatych i około 200 brzoskwiń.
Wydobycie gazu ziemnego było dwudziestym co do wielkości w stanie Teksas, w roku 2019. 

## Demografia
W latach 2010–2020 populacja hrabstwa wzrosła o 36,8% do 906,4 tys. mieszkańców, co sprawia, że Hrabstwo Denton jest siódmym najbardziej zaludnionym hrabstwem stanu Teksas. Według danych pięcioletnich z 2022 roku, 64,7% populacji to biali (55,6% nie licząc Latynosów), 19,8% to Latynosi, 10,6% było rasy mieszanej, 10,4% to czarni lub Afroamerykanie, 9,9% miało pochodzenie azjatyckie i 0,6% to rdzenna ludność Ameryki.
Do największych grup należały osoby pochodzenia: meksykańskiego (14,2%), niemieckiego (12,1%), angielskiego (10,8%), irlandzkiego (8,7%), afroamerykańskiego, „amerykańskiego” (4,5%), hinduskiego (4,4%), włoskiego (3,2%) i szkockiego lub szkocko–irlandzkiego (3,1%). 15,7 tys. osób (1,7%) deklarowało pochodzenie polskie i podobna liczba osób (15,9 tys.) to migranci z Afryki Subsaharyjskiej, głównie z Nigerii. 

## Religia

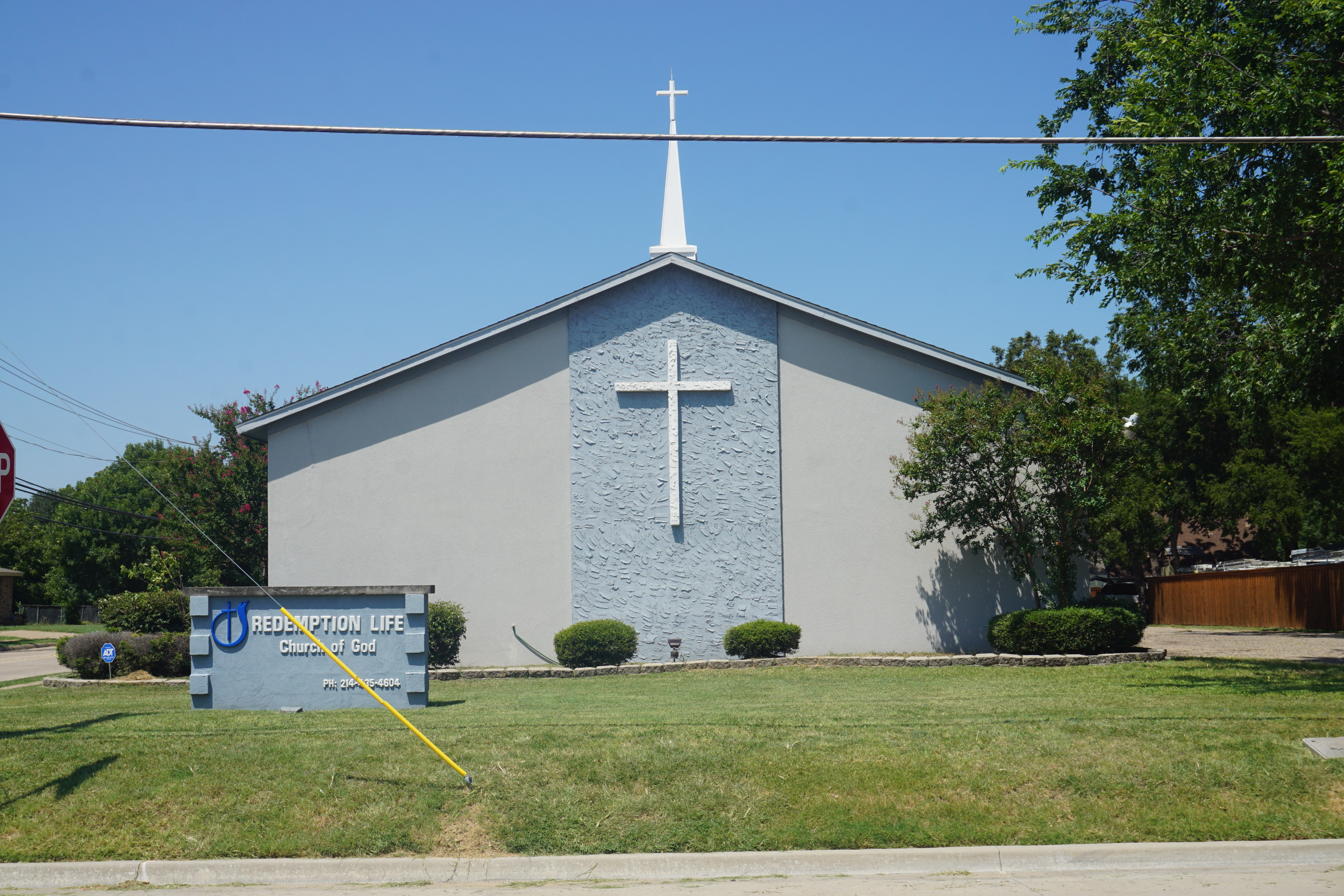
Ewangelikalny kościół w Lewisville

Według danych spisowych z 2020 roku, największe grupy w hrabstwie stanowią ewangelikalni protestanci i katolicy, przy czym członkostwo w Kościele Katolickim deklarowało 92,9 tys. osób (10,2% populacji). Największe grupy protestanckie pod względem członkostwa, to: Południowa Konwencja Baptystów (122,6 tys.), bezdenominacyjne zbory ewangelikalne (57,3 tys.), Zjednoczony Kościół Metodystyczny (18,3 tys.), różne Kościoły zielonoświątkowe (ponad 15 tys.) i Kościoły Chrystusowe (10,4 tys.). Do innych religii zaliczali się:
- mormoni – 2,2% (20,3 tys.)
- świadkowie Jehowy – 0,8% (7,3 tys.)
- muzułmanie – 0,8% (6,9 tys.)
- wyznawcy innych religii (gł. Kościół Jedności, buddyści, bahaiści, żydzi, hinduiści, unitarianie uniwersaliści, prawosławni) – mniej niż 1%.